# Liceo ginnasio statale Vincenzo Monti
Il Liceo ginnasio statale "Vincenzo Monti" è un liceo classico della città di Cesena, in provincia di Forlì-Cesena. 
Questo liceo è stato frequentato negli ultimi anni del 1800, da Renato Serra uno scrittore, critico letterario di Cesena famoso per aver scritto il libro Esame di coscienza di un critico letterario.

## Storia

### Primi anni
Il 10 ottobre 1860 fu istituito il Regio Liceo Provinciale di Cesena, aperto agli studenti a partire dal 2 gennaio 1861, con 16 iscritti, e la sua prima sede fu presso il Ginnasio comunale. In seguito l'istituto fu trasferito in un edificio storico cittadino, opera di Filippo I Ghini, adiacente alla Biblioteca Malatestiana, nel centro cittadino.
Qualche anno più tardi venne intitolato a Vincenzo Monti e intanto l'istituto fu sede di esame anche per alunni esterni.
Nel 1911 venne celebrato il cinquantenario dell'Unità d'Italia (e del liceo) alla presenza di Gaspare Finali e del ministro della pubblica istruzione Luigi Credaro.

### Periodo fascista
Durante il periodo fascista vennero allontanati dall'istituto alcuni docenti invisi al regime. Durante la seconda guerra mondiale, con l'occupazione alleata dal 1944 al 1945, le sue aule divennero camerate per ospitare i soldati inglesi feriti.

### XXI secolo
Dal 2008 il liceo ha cambiato sede, abbandonando quella storica occupata quindi dall'istituto della Biblioteca Malatestiana, e si è trasferito nel Cubo, una nuova struttura che condivide con l'istituto tecnico per geometri "Leonardo Da Vinci", in piazza Sanguinetti. Dopo pochi anni, il Leonardo Da Vinci ha dato spazio al liceo linguistico Ilaria Alpi.